# Paramecocnemis stillacruoris
Paramecocnemis stillacruoris är en trollsländeart som beskrevs av Maurits Anne Lieftinck 1956. Paramecocnemis stillacruoris ingår i släktet Paramecocnemis och familjen flodflicksländor. Inga underarter finns listade i Catalogue of Life.